# Bunut Seberang (Pulo Bandring)
Bunut Seberang is een bestuurslaag in het regentschap Asahan van de provincie Noord-Sumatra, Indonesië. Bunut Seberang telt 3020 inwoners (volkstelling 2010).